# Brillantaisia madagascariensis
Brillantaisia madagascariensis là một loài thực vật có hoa trong họ Ô rô. Loài này được T.Anderson ex Lindau mô tả khoa học đầu tiên năm 1893.